# Thelonious Alone in San Francisco
Thelonious Alone in San Francisco — концертний альбом американського джазового піаніста Телоніуса Монка, випущений у 1959 році лейблом Riverside.

## Опис
Цей альбом був записаний в Фугаці-холі в Сан-Франциско, Каліфорнія за два дні 21 і 22 жовтня 1959 року, на якому Телоніус Монк грає десять композицій на фортепіано без акомпанементу. Монк виконує власні «Blue Monk», «Ruby, My Dear», «Round Lights», а також рімейк хіта 1920-х років «There's Danger in Your Eyes, Cherie» (який ніколи потім не записувався Монком).

## Список композицій
1. «Blue Monk» (Телоніус Монк) — 3:41
2. «Ruby, My Dear» (Телоніус Монк) — 3:55
3. «Round Lights» (Телоніус Монк) — 3:33
4. «Everything Happens to Me» (Метт Денніс, Том Адейр) — 5:35
5. «You Took the Words Right Out of My Heart» (Лео Робін, Ральф Рейнджер) — 3:58
6. «Bluehawk» (Телоніус Монк) — 3:37
7. «Pannonica» (Телоніус Монк) — 3:48
8. «Remember» (Ірвінг Берлін) — 2:36
9. «There's Danger in Your Eyes, Cherie» (Джек Мескілл, Гаррі Річмен, Піт Вендлінг) — 4:17
10. «Reflections» (Телоніус Монк) — 5:03

## Учасники запису
- Телоніус Монк — фортепіано

Технічний персонал
- Оррін Кіпньюз — продюсер, текст
- Райс Гамель — інженер
- Вільям Клекстон — фотографія
- Гарріс Левайн, Кен Брейрен, Пол Бейкон — дизайн [обкладинка]